# Акопян, Гриша
Гриша Акопян или Григорий Каграманович Акопян (1915—1930) — советский пионер-герой из г. Гянджа (Азербайджан). 

## Официальная биография
Гриша Акопян был председателем одного из первых в Азербайджане пионерских отрядов, делегатом проходившего в Москве I Всесоюзного слёта пионеров. Был награждён путёвкой в Артек. Затем раскрыл группу кулаков, которые 26 октября 1930 года убили Гришу. Был также чемпионом по боксу среди пионеров г. Гянджа в 1929 г. Несмотря на некоторые сомнения в подлинности его истории, пионерские газеты 1930 гг подробно описывают его историю, деятельность и смерть.

## Прославление
- Публикация в журнале «Пионер» (1930. № 35)
- памятник в Челябинске
- теплоход «Гриша Акопян»
- несколько книг, диафильм «Пионер Гриша Акопян»
- имя занесено в Книгу Почёта Всесоюзной пионерской организации имени В. И. Ленина